# Summerside Airport
Summerside Airport är en flygplats i Kanada. Den ligger i den östra delen av landet, 900 km öster om huvudstaden Ottawa. Summerside Airport ligger 17 meter över havet.
Terrängen runt Summerside Airport är mycket platt. Havet är nära Summerside Airport åt nordost. Närmaste större samhälle är Summerside, 6,1 km sydost om Summerside Airport. 
Runt Summerside Airport är det ganska glesbefolkat, med 28 invånare per kvadratkilometer.